# تکنیک نورپردازی در تلویزیون و سینما
تکنیک نورپردازی در تلویزیون و سینما کتابی از جرالد میلرسون با ترجمهٔ حمید احمدی لاری و فؤاد نجف زاده است که در سال ۱۳۶۹ منتشر و در مراسم کتاب سال جمهوری اسلامی ایران به‌عنوان کتاب شایسته تقدیر معرفی شد.